# Vladimír Mečiar
Vladimír Mečiar (nascido em 26 de julho de 1942) é um político eslovaco que serviu como primeiro-ministro da Eslováquia três vezes, de 1990 a 1991, de 1992 a 1994 e de 1994 a 1998. Ele foi o líder do Partido Popular - Movimento para uma Eslováquia Democrática. Mečiar liderou a Eslováquia durante a dissolução da Tchecoslováquia em 1992-1993 e foi um dos principais candidatos presidenciais na Eslováquia em 1999 e 2004. Ele foi criticado por seus oponentes, bem como por organizações políticas ocidentais por ter um estilo autocrático de administração e por suas conexões com o crime organizado e seus anos no governo ficaram conhecidos como Mečiarizmus (Mečiarismo - spin off do comunismo, devido à sua autocracia).